# Christine Toonstra
Christine Elizabeth Toonstra (Amsterdam, 22 juni 1966) is een Nederlandse voormalige langeafstandsloopster. Ze werd meervoudig Nederlands kampioene op diverse lange afstanden en vestigde in 1992 nationale records op de 5000 en 10.000 m. Dat jaar vertegenwoordigde zij Nederland ook op de Olympische Spelen.

## Loopbaan
Haar eerste succes bij de senioren boekte Toonstra in 1988 door Nederlands kampioene veldlopen te worden op de lange afstand. Vier jaar later nam ze deel aan de Olympische Spelen van Barcelona op het onderdeel 10.000 m. Ze plaatste zich voor de finale door in de kwalificatieronde 32.07,42 te lopen. In de finale werd ze elfde met een tijd van 31.47,38.
Op 13 maart 1994 won Toonstra de 20 van Alphen, toen deze afstand nog over 15 km werd gelopen.
Christine Toonstra was lid van atletiekvereniging ADA.

## Nederlandse kampioenschappen
Outdoor
| Onderdeel                 | Jaar       |
| ------------------------- | ---------- |
| 3000 m                    | 1992       |
| 5000 m                    | 1996       |
| 10.000 m                  | 1993, 1994 |
| veldlopen (lange afstand) | 1988       |

Indoor
| Onderdeel | Jaar |
| --------- | ---- |
| 1500 m    | 1989 |

## Persoonlijke records
Outdoor
| Onderdeel   | Prestatie        | Datum            | Plaats     |
| ----------- | ---------------- | ---------------- | ---------- |
| 800 m       | 2.03,56          | 22 juli 1989     | Hechtel    |
| 1000 m      | 2.41,87          | 14 augustus 1988 | Hengelo    |
| 1500 m      | 4.10,00          | 20 augustus 1989 | Keulen     |
| 1 Eng. mijl | 4.34,02          | 9 juni 1988      | Bratislava |
| 3000 m      | 8.45,96          | 28 juni 1992     | Hengelo    |
| 5000 m      | 15.07,68 (ex-NR) | 18 juli 1992     | Hechtel    |
| 10.000 m    | 31.43,55 (ex-NR) | 25 april 1992    | Lommel     |
| marathon    | 2:48.00          | 11 oktober 1998  | Eindhoven  |

Indoor
| Onderdeel | Prestatie | Datum            | Plaats   |
| --------- | --------- | ---------------- | -------- |
| 800 m     | 2.06,9    | 10 juli 1988     | Dortmund |
| 1500 m    | 4.13,69   | 14 februari 1988 | Gent     |

## Palmares

### 800 m
- 1986:  NK indoor - 2.12,69
- 1988:  NK indoor - 2.07,73
- 1988:  NK - 2.05,45
- 1989:  NK indoor - 2.09,69

### 1500 m
- 1987:  NK - 4.33,07
- 1988:  NK indoor - 4.21,45
- 1988:  NK - 4.20,83
- 1989:  NK indoor - 4.19,22
- 1991: 9e Universiade, Sheffield - 4.14,93
- 1992:  Internat. Atletiek Gala, Kerkrade - 4.15,10
- 1993:  Papendal Games - 4.21,74

### 3000 m
- 1991: 9e Gala '91, Kerkrade - 9.17,74
- 1991: 6e Adriaan Paulen Memorial - 9.09,56
- 1991:  NK, Eindhoven - 9.11,89
- 1991: 18e Universiade, Sheffield - 9.28,97
- 1992: 4e Adriaan Paulen Memorial - 8.45,96
- 1992:  NK, Helmond - 8.59,90
- 1993:  Reebok Classic, Kerkrade - 9.00,99
- 1995: .. Kerkrade Classics - 9.17,16

### 5000 m
- 1994: 6e Reebok Classic, Kerkrade - 15.56,92
- 1995: 16e Adriaan Paulen Memorial - 16.13,40

### 10.000 m
- 1992: 11e OS - 31.47,38
- 1993: 10e Adriaan Paulen Memorial - 33.28,80
- 1993:  NK - 33.27,20
- 1994:  NK, Assen - 33.46,31

### 10 km
- 1994:  Parelloop - 32.55

### 15 km
- 1991: 40e WK in Nieuwegein - 51.37
- 1992:  20 van Alphen - 50.56
- 1994:  20 van Alphen - 51.06
- 1994: 4e Zevenheuvelenloop - 51.11

### 10 Eng. mijl
- 1991:  Dam tot Damloop - 55.35
- 1992:  FIT 10 miles, Den Haag - 54.28

### halve marathon
- 1994: 4e City-Pier-City Loop - 1:13.56
- 1994: 62e WK, Oslo - 1:15.32
- 1998:  NK - 1:21.17

### marathon
- 1997:  NK in Eindhoven - 2:52.56 (3e overall)
- 1998:  NK in Eindhoven - 2:48.00 (3e overall)

### veldlopen
- 1987:  Warandeloop - 11.18
- 1990:  NK veldlopen (4900 m), Deurne - 17.30
- 1991:  Warandeloop - 13.49
- 1992: 8e NK veldlopen (4650 m), Utrecht - 17.09
- 1991:  Warandeloop - 14.01
- 1992:  Warandeloop (4,2 km) - 14.01
- 1992: 26e WK veldlopen, Palamos - 22.06
- 1994: 5e Keien-Cross (5.460 m), Uden - 20.43
- 1994:  NK veldlopen (6.150 m), Wieringerwerf - 22.17
- 1994: 69e EK - 16.35